# V-Rally 2
V-Rally 2 (noto negli Stati Uniti come Test Drive V-Rally per la versione Sega Dreamcast e come Need for Speed: V-Rally 2 per quella PlayStation) è un simulatore di guida, sequel di V-Rally. È stato sviluppato da Eden Games nel 1999 e pubblicato dalla Infogrames e da Electronic Arts.
Nel 2002 è stato pubblicato il seguito, V-Rally 3.

## Recensioni
Official Playstation Magazine: 10/10

## Vetture WRC
- 1998 Subaru Impreza
- 1999 Toyota Corolla
- 1999 Ford Focus
- 1999 Mitsubishi Lancer Evolution
- 2000 Peugeot 206
- 1999 SEAT Córdoba
- 1998 Honda Civic
- 1998 Škoda Octavia

## 2L Kit-Cars
- 1999 Peugeot 306 Maxi
- 1999 Hyundai Coupé
- 1994 SEAT Ibiza
- 1999 Vauxhall Astra
- 1999 Citroën Xsara
- 1994 Renault Mégane

## 1.6L Kit-Cars
- 1998 Citroën Saxo
- 1997 Peugeot 106
- 1996 Nissan Micra

## Auto Bonus
- 1998 Ford Escort RS Cosworth V-Rally edition
- 1977 Lancia Stratos
- 1995 Toyota Celica GT4
- 1978 Fiat 131 Abarth
- 1983 Peugeot 405 Turbo 16
- 1986 Peugeot 205 Turbo 16, l'auto più veloce
- 1965 Renault 8 Gordini
- 1983 Renault 5 Turbo 2
- 1983 Audi Quattro
- 1972 Renault Alpine A110